# Изабела I од Кастиље
Изабела I од Кастиље (шп. Isabel I de Castilla; Мадригал де лас Алтас Торес, 22. април 1451 — Медина дел Кампо, 26. новембар 1504) била је краљица Кастиље и Леона. Она и њен супруг, Фернандо II од Арагона, били су још и познати као Католички краљеви, јер су предводили Реконкисту у борби против Мавара и извојевали коначну победу над њима протеравши их са Иберијског полуострва 1492. године.
Била је кћерка Хуана II од Кастиље и његове друге жене, Изабеле од Португала, као и сестра претходног престолонаследника, Енрикеа IV. Њеном удајом за Фернанда II Арагонског уједињене су Кастиља и Арагон (1479) и створени темељи јединствене шпанске државе и будућег колонијалног царства. Током њихове владавине успостављен је суд инквизиције (1480), протерани су Јевреји, а заузимањем Гранаде 1492. дефинитивно је сломљена власт Мавара. Исте године опремили су експедицију Кристофера Колумба која је открила Америку, а 1503. су од Француске преотели Напуљску краљевину.

## Детињство
О месту и датуму рођења Изабеле I од Кастиље је историјски расправљано, јер у то време када су се рађале девојчице нико није био свестан важности коју би та девојчица могла имати у будућностти. Мадригал, њен завичај, тада је било мало село, у ком је живела њена мајка, Изабела де Авиз, по којој је и добила име, које у то време није било често у Шпанији.
Две године касније, у Тордесиљасу, родио се њен брат Алфонсо. Док се доста раније као плод брака између Хуана II од Кастиље и Марије од Арагона, родио Енрике, Изабелин полубрат по оцу, који је ступио на трон 1454. као Енрике IV.
По смрти свога оца, Изабела је послата са својом мајком и братом Алфонсом у град Аревало, где је гледала нападе лудила своје мајке. То је био период великих потешкоћа, чак и оних економских. Тада се била посветила читању религиозних књига. Такође је постала пријатељица са Беатрис де Силвом (1424—1491), којој је помогла при оснивању Реда Безгрешног Зачећа и ком је донирала дворове Галиана у граду Толеду. Друге важне личности у овом периоду њеног живота су били Гутијерез де Карденас, његова супруга Тереса Енрикес и Гонсало Ћакон.

## Живот на двору
Године 1461, Изабела и њен брат су послати у Сеговију, место где се налазио и двор, јер се приближавало рођење краљевске кћерке, Хуане од Кастиље. Убрзо су јој краљеви непријатељи дали надимак ”Белтранка”, ширећи гласине да је она кћерка Белтрана де ла Куеве. Један део племства се супротставио краљу Енрикеу и подржао је његовог дванаестогодишњег полубрата Алфонса, који је покушао да га скине са власти у Авилиној фарси. Изабела је била уз Алфонса све време. Међутим, он је преминуо 1468. у Кардењоси, највероватније, услед тровања. Упркос притисцима племства, Изабела је одбила да се прогласи краљицом док је Енрике IV био жив. Насупрот, успела је да убеди полубрата да јој додели титулу Принцезе од Астуријаса, на једној конзервативној церемонији која се одржала у месту Торос де Гисандо 19. септембра 1468. године, позната као Пакт из Гисанда.
Изабела је тада постала наследница круне, јер велики део племства није сматрао Хуану од Кастиље легитимним наследником, због сумњи да није кћерка Енрикеа IV. Од овог тренутка Изабела одлази да живи у Окању, вилу Дон Хуана Паћека, маркиза од Виљене. Краљица затим почиње дипломатске контакте са другим краљевским кућама, да би склопила брачни уговор који ће јој донети корист.

## Брачни споразуми
Од своје треће године, Изабела је била верена за Фернанда, сина Хуана II од Арагона.
Међутим, шест година касније, Енрике IV је прекинуо овај споразум, како би је верио са принцем Карлосом. До брака није дошло будући да се Хуан II од Арагона оштро противио томе. Такође су били неуспешни покушаји Енрикеа IV да је венча са краљем Алфонсом V од Португала, двадесет година старијим од ње. Године 1464, Изабела га је одбила, стављајући разлику у годинама у први план. Са само шеснаест година, била је верена за Педра Хирона, који је тада имао четрдесет три године, али ни до овог брака није дошло, будући да је Хирон умро, из непознатих разлога, на путу до своје веренице.
Будући да је договор у Гисанду подразумевао да Изабелин брак мора бити одобрен од стране кастиљанског монарха, Енрике IV је поново покушао да успостави брак између Изабеле и Алфонса V од Португала. Његови планови тицали су се и веридбе своје ћерке за принца Хуана, наследника Алфонса V од Португала. На тај начин, Изабела би била пребачена у суседно краљевство, и након смрти свог мужа, престо Португала и престо Кастиље прешли би у руке Хуана II од Португала и супруге Хуане. Изабела није пристала.
Након тога, краљ је покушао да је вери за Карлоса од Валоа, брата Луја XI, на шта Изабела поново није пристала. Француски монарх је потом тражио руку Енрикеове ћерке Хуане, за свог брата. Пре него што је упознао вереницу, Карлос умире 1472. године.
У међувремену, Хуан II од Арагона је покушао тајно да преговара са Изабелом око венчања са својим сином, Фернандом. Изабела је сматрала да је он био најбољи кандидат, али како су били у сродству, била им је потребна папска була како би ступили у брак. Папа, међутим, није потписао овај документ, плашећи се негативних последица које би то могло донети, како су и краљевства Кастиље, Португалије и Француске била против брака Изабеле и Фернанда.
Изабелини сарадници су фалсификовали наводну булу потписану од стране папе Пија II, јуна 1464. године, у којој је Фернанду дозвољено да ступи у брак са било којом принцезом са којом је у крвном сродству. Изабела је пристала, те је 5. марта 1469. године потписан уговор. Из страха да им краљ Енрике не поквари планове, маја 1469, Изабела бежи из Окање, где је била под надзором Хуана Паћека, одлази у Авилу са изговором да жели да посети гроб свога брата. Са друге стране, Фернандо, прерушен у просјака прелази Кастиљу у тајности. Коначно, 19. октобра 1469. године ступају у брак у граду Ваљадолиду.
Брак је изазвао сукоб са краљем Енрикеом. Године 1471, папа Сикст IV шаље кардинала Родрига Борџију у Шпанију као папског изасланика, за измирење различитих политичких питања на полуострву, укључујући и овај споразум. Са собом је донео булу - (Bula de Simancas) - коју би им дао у замену за град Гандију, која би припала његовом сину Педру Луису. Изабела и Фернандо су испоштовали свој део договора 1485.

## Владавина
Није било предвиђено да Изабела буде краљица, али је смрт њеног брата Енрикеа IV довела до тога. Упркос томе, годину дана након тога, око себе је имала око 35.000 људи спремних да се боре до смрти за своју краљицу. Тада је почео рат за наслеђе Кастиље који је трајао до 1479, а вођен је између Изабелиних партија и партија Изабелине братанице Хуане. Рат је окончан Миром у Алкасовасу на којем су Изабела и Фернандо признати као краљеви Кастиље.
Током ратова које је водио њен муж Фернандо, увек је била у позадини заједно са својом децом. Одиграла је значајну улогу у рату за Гранаду, где је војницима одржала говор како би им подигла самопоуздање. Осим тога, радила је са лекарима и заједно са њима помагала повређеним војницима. У војним походима краљеви су сарађивали са Гонсалом Фернандезом од Кордобе који је имао велику улогу у освајању Гранаде, у ратовима у Италији и освајању Кефалоније 1500. године.
Финансирала је Кристофера Колумба за његове путеве, упркос критикама суда. Неки кажу да је продавала свој драгоцени накит како би успела да му да довољно средстава. Споразумом из Тордесиљаса 1494. потписаним са Португалијом, одређена је линија границе поделе Новог света која се налазила на 46. меридијану западно од Гринича, где је сва земља која се налазила источно од ове линије припала Португалији, а земља западно од ње, припала је Шпанији.
Изабела и Фернандо су урадили много тога што је утицало на Шпанију током следећих векова. Побољшали су комплетну администрацију краљевства, увели Свету инквизицију 1480. године, прво у Кастиљи, а потом и у Арагону, створили Свето братство; групу наоружаних људи који су се борили против криминала и тиме учинили тржиште и економију сигурнијим. Гранада је пала 1492, а исте године су коначно протерани Јевреји и Муслимани едиктом у Гранади. Тада је почела и евангелизација становништва. Изабела и Фернандо су 19. децембра 1496. булом Si convenit добили титулу Католички краљеви коју им је предао папа Александар VI. Такође им је доделио и Златну ружу 1500. године.

## Смрт
Написавши тестамент, 12. октобра 1504. године, Изабела је наредних неколико месеци ишчекивала смрт у Краљевској Палати. Умрла је од рака материце исте године, 26. новембра.
Првобитно је била сахрањена у манастиру Сан Франсиско од Алхамбре, у једноставном сандуку, по сопственој жељи. Након неког времена, њени посмртни остаци, заједно са телом њеног супруга Фернанда Католичког, премештени су у Краљевску Капелу у Гранади. Њихова ћерка Хуана Прва и њен супруг, Филип Лепи, су, својевремено, били сахрањени на истом месту. Поред њих, тамо почива и тело Изабелиног унука Мигела, сина Мигела Првог Португалског и Изабелине најстарије ћерке Изабеле, који је умро мало након што је навршио две године живота.
У музеју Краљевске Капеле, налазе се круна краљице Изабеле, која је поред тога донирала и велики број слика Сандра Ботичелија, Дирка Баутса, Рохира ван дер Вејдена, Ханса Мемлинга и осталих познатих сликара тог доба.

## Тестамент и наследство
Оригинал краљичиног тестамента се чува у Краљевском Манастиру Свете Марије од Гвадалупеа. Једна копија је послата манастиру Света Исабела од Алхамбре у Гранади, а друга у катедралу у Толеду, одакле је од 1575. године премештена у Главни Архив у Симанкасу.
У тестаменту је навела да њени наследници треба да се потруде у циљу освајања и наметања хришћанства северној Африци, имајући увек за пример Реконкисту Иберијског полуострва. Након смрти, престо је наследила њена ћерка Хуана Прва, али је убрзо проглашена неспособном за владање, због менталне болести. Хуану је наследио њен супруг Филип Лепи, а убрзо потом, Шпанијом је завладао њихов син Карлос I.
Њена борба за изједначавање права покореног америчког становништва са правима становника Шпаније, омогућила јој је добијање титуле борца за људска права од стране Луиса Суареса Фернандеза, упркос њеној верској нетолерантности. Године 1864, сликар Едуардо Росалес је приказао моменат у ком Исабела Католичка диктира свој тестамент, у делу Исабела Католичка диктира свој тестамент.

## Период након смрти
Током 16. и 17. века, историчари су се углавном бавили ликом краља Фернанда, док је Изабелина фигура била у сенци. Краљ Фернандо је описиван као великодушан, љубазан, умерен човек, увек спреман да преговара, док је Изабела осликана као неумољива, оштра и сурова жена. Почетком 19. века објављено је дело Elogio de la Reina Católica у којем се по први пут у центру пажње налазила краљица, док је лик краља био у другом плану. У овом делу је аутор позитивно осликао краљицу Изабелу; истакао је њене врлине. Ово дело је утицало на многе историчаре касније, све до средине 20. века. Краљ Фернандо VII, након што се вратио у Шпанију 1815. године, успоставља апсолутизам и ствара орден Изабеле Католичке, високо знамење које и данас-дан додељује шпанска влада. Касније, шпански либерали и романтичари 19. века настојали су да имају позитивну слику католичких краљева, које су сматрали последњим националним монарсима.
Од 1938. године, Франкова диктатура је у потпуности користила фигуру и симболе Изабеле Католичке у својој пропаганди. Године 1958. надбискуп из Ваљадолида Хосе Гарсија и Голдарас је започео процес којим је Изабела проглашена за светицу. Сачинио је групу историчара чији је задатак био да истакну најважније ствари из краљичине биографије. Луис Суарес Фернандез писао је о протеривању Јевреја. На ту тему је објавио неколико књига. Остали чланови ове групе били су Антонио Румеу де Армас и Мигел Анхел Ладеро Кесада. Овај процес траје и дан-данас.

## Породично стабло
|  |                                          |  |  |  |  |  |  |  |  |  |  |  |  |  |  |  |
|  | 16. Енрике II од Кастиље                 |  |  |  |  |  |  |  |  |  |  |  |  |  |  |  |
|  |                                          |  |  |  |  |  |  |  |  |  |  |  |  |  |  |  |
|  |                                          |  |  |  |  |  |  |  |  |  |  |  |  |  |  |  |
|  | 8. Хуан I од Кастиље                     |  |  |  |  |  |  |  |  |  |  |  |  |  |  |  |
|  |                                          |  |  |  |  |  |  |  |  |  |  |  |  |  |  |  |
|  |                                          |  |  |  |  |  |  |  |  |  |  |  |  |  |  |  |
|  | 17. Хуана Мануел од Кастиље              |  |  |  |  |  |  |  |  |  |  |  |  |  |  |  |
|  |                                          |  |  |  |  |  |  |  |  |  |  |  |  |  |  |  |
|  |                                          |  |  |  |  |  |  |  |  |  |  |  |  |  |  |  |
|  | 4. Енрике III од Кастиље                 |  |  |  |  |  |  |  |  |  |  |  |  |  |  |  |
|  |                                          |  |  |  |  |  |  |  |  |  |  |  |  |  |  |  |
|  |                                          |  |  |  |  |  |  |  |  |  |  |  |  |  |  |  |
|  | 18. Пере IV од Арагона                   |  |  |  |  |  |  |  |  |  |  |  |  |  |  |  |
|  |                                          |  |  |  |  |  |  |  |  |  |  |  |  |  |  |  |
|  |                                          |  |  |  |  |  |  |  |  |  |  |  |  |  |  |  |
|  | 9. Елеонора Арагонска                    |  |  |  |  |  |  |  |  |  |  |  |  |  |  |  |
|  |                                          |  |  |  |  |  |  |  |  |  |  |  |  |  |  |  |
|  |                                          |  |  |  |  |  |  |  |  |  |  |  |  |  |  |  |
|  | 19. Елеонора од Сицилије                 |  |  |  |  |  |  |  |  |  |  |  |  |  |  |  |
|  |                                          |  |  |  |  |  |  |  |  |  |  |  |  |  |  |  |
|  |                                          |  |  |  |  |  |  |  |  |  |  |  |  |  |  |  |
|  | 2. Хуан II од Кастиље                    |  |  |  |  |  |  |  |  |  |  |  |  |  |  |  |
|  |                                          |  |  |  |  |  |  |  |  |  |  |  |  |  |  |  |
|  |                                          |  |  |  |  |  |  |  |  |  |  |  |  |  |  |  |
|  | 20. Едвард III Плантагенет               |  |  |  |  |  |  |  |  |  |  |  |  |  |  |  |
|  |                                          |  |  |  |  |  |  |  |  |  |  |  |  |  |  |  |
|  |                                          |  |  |  |  |  |  |  |  |  |  |  |  |  |  |  |
|  | 10. Џон од Гента (=26)                   |  |  |  |  |  |  |  |  |  |  |  |  |  |  |  |
|  |                                          |  |  |  |  |  |  |  |  |  |  |  |  |  |  |  |
|  |                                          |  |  |  |  |  |  |  |  |  |  |  |  |  |  |  |
|  | 21. Филипа од Еноа                       |  |  |  |  |  |  |  |  |  |  |  |  |  |  |  |
|  |                                          |  |  |  |  |  |  |  |  |  |  |  |  |  |  |  |
|  |                                          |  |  |  |  |  |  |  |  |  |  |  |  |  |  |  |
|  | 5. Катарина Ланкастерска                 |  |  |  |  |  |  |  |  |  |  |  |  |  |  |  |
|  |                                          |  |  |  |  |  |  |  |  |  |  |  |  |  |  |  |
|  |                                          |  |  |  |  |  |  |  |  |  |  |  |  |  |  |  |
|  | 22. Педро I од Кастиље                   |  |  |  |  |  |  |  |  |  |  |  |  |  |  |  |
|  |                                          |  |  |  |  |  |  |  |  |  |  |  |  |  |  |  |
|  |                                          |  |  |  |  |  |  |  |  |  |  |  |  |  |  |  |
|  | 11. Констанца од Кастиље                 |  |  |  |  |  |  |  |  |  |  |  |  |  |  |  |
|  |                                          |  |  |  |  |  |  |  |  |  |  |  |  |  |  |  |
|  |                                          |  |  |  |  |  |  |  |  |  |  |  |  |  |  |  |
|  | 23. Maria de Padilla                     |  |  |  |  |  |  |  |  |  |  |  |  |  |  |  |
|  |                                          |  |  |  |  |  |  |  |  |  |  |  |  |  |  |  |
|  |                                          |  |  |  |  |  |  |  |  |  |  |  |  |  |  |  |
|  | 1. Изабела I од Кастиље                  |  |  |  |  |  |  |  |  |  |  |  |  |  |  |  |
|  |                                          |  |  |  |  |  |  |  |  |  |  |  |  |  |  |  |
|  |                                          |  |  |  |  |  |  |  |  |  |  |  |  |  |  |  |
|  | 24. Педро I Португалски                  |  |  |  |  |  |  |  |  |  |  |  |  |  |  |  |
|  |                                          |  |  |  |  |  |  |  |  |  |  |  |  |  |  |  |
|  |                                          |  |  |  |  |  |  |  |  |  |  |  |  |  |  |  |
|  | 12. Жоао I Португалски (=28)             |  |  |  |  |  |  |  |  |  |  |  |  |  |  |  |
|  |                                          |  |  |  |  |  |  |  |  |  |  |  |  |  |  |  |
|  |                                          |  |  |  |  |  |  |  |  |  |  |  |  |  |  |  |
|  | 25. Тереза Лоуренцо                      |  |  |  |  |  |  |  |  |  |  |  |  |  |  |  |
|  |                                          |  |  |  |  |  |  |  |  |  |  |  |  |  |  |  |
|  |                                          |  |  |  |  |  |  |  |  |  |  |  |  |  |  |  |
|  | 6. John, Lord of Reguengos de Monsaraz   |  |  |  |  |  |  |  |  |  |  |  |  |  |  |  |
|  |                                          |  |  |  |  |  |  |  |  |  |  |  |  |  |  |  |
|  |                                          |  |  |  |  |  |  |  |  |  |  |  |  |  |  |  |
|  | 26. Џон од Гента (=10)                   |  |  |  |  |  |  |  |  |  |  |  |  |  |  |  |
|  |                                          |  |  |  |  |  |  |  |  |  |  |  |  |  |  |  |
|  |                                          |  |  |  |  |  |  |  |  |  |  |  |  |  |  |  |
|  | 13. Филипа од Ланкастера                 |  |  |  |  |  |  |  |  |  |  |  |  |  |  |  |
|  |                                          |  |  |  |  |  |  |  |  |  |  |  |  |  |  |  |
|  |                                          |  |  |  |  |  |  |  |  |  |  |  |  |  |  |  |
|  | 27. Бланш од Ланкастера                  |  |  |  |  |  |  |  |  |  |  |  |  |  |  |  |
|  |                                          |  |  |  |  |  |  |  |  |  |  |  |  |  |  |  |
|  |                                          |  |  |  |  |  |  |  |  |  |  |  |  |  |  |  |
|  | 3. Изабела од Португала, краљица Кастиље |  |  |  |  |  |  |  |  |  |  |  |  |  |  |  |
|  |                                          |  |  |  |  |  |  |  |  |  |  |  |  |  |  |  |
|  |                                          |  |  |  |  |  |  |  |  |  |  |  |  |  |  |  |
|  | 28. Жоао I Португалски (=12)             |  |  |  |  |  |  |  |  |  |  |  |  |  |  |  |
|  |                                          |  |  |  |  |  |  |  |  |  |  |  |  |  |  |  |
|  |                                          |  |  |  |  |  |  |  |  |  |  |  |  |  |  |  |
|  | 14. Афонсо I, војвода од Брагансе        |  |  |  |  |  |  |  |  |  |  |  |  |  |  |  |
|  |                                          |  |  |  |  |  |  |  |  |  |  |  |  |  |  |  |
|  |                                          |  |  |  |  |  |  |  |  |  |  |  |  |  |  |  |
|  | 29. Inês Peres Esteves                   |  |  |  |  |  |  |  |  |  |  |  |  |  |  |  |
|  |                                          |  |  |  |  |  |  |  |  |  |  |  |  |  |  |  |
|  |                                          |  |  |  |  |  |  |  |  |  |  |  |  |  |  |  |
|  | 7. Изабела од Брагансе                   |  |  |  |  |  |  |  |  |  |  |  |  |  |  |  |
|  |                                          |  |  |  |  |  |  |  |  |  |  |  |  |  |  |  |
|  |                                          |  |  |  |  |  |  |  |  |  |  |  |  |  |  |  |
|  | 30. Нуно Алварес Переира                 |  |  |  |  |  |  |  |  |  |  |  |  |  |  |  |
|  |                                          |  |  |  |  |  |  |  |  |  |  |  |  |  |  |  |
|  |                                          |  |  |  |  |  |  |  |  |  |  |  |  |  |  |  |
|  | 15. Beatriz Pereira Alvim                |  |  |  |  |  |  |  |  |  |  |  |  |  |  |  |
|  |                                          |  |  |  |  |  |  |  |  |  |  |  |  |  |  |  |
|  |                                          |  |  |  |  |  |  |  |  |  |  |  |  |  |  |  |
|  | 31. Leonor de Alvim                      |  |  |  |  |  |  |  |  |  |  |  |  |  |  |  |
|  |                                          |  |  |  |  |  |  |  |  |  |  |  |  |  |  |  |
|  |                                          |  |  |  |  |  |  |  |  |  |  |  |  |  |  |  |

## Потомство
Изабела и Фернандо су имали петоро деце:
- Принцеза Изабела од Астуријаса (1470—1498) била је верена за инфанта Алфонса од Португала, али се након његове смрти удала за његовог рођака Мануела 1495. године. Носила је титулу краљице Португала од 1495. до 1498. године. Рађа сина Мануела (Мануел де Пас) и умире на порођају 1498. године.
- Принц Хуан од Астуријаса (1478—1497) се 1497. године оженио са Маргаритом од Аустрије (кћерком немачког императора Максимилијана I Хабзбуршког). Међутим, Хуан убрзо умире од туберкулозе. Након његове смрти, Маргарита одлази у Шпанију где се брине о свом рођаку Карлосу, будућем императору Карлосу V.
- Хуана I, принцеза од Астуријаса и краљица Кастиље (1479—1555) 1496. године се удала за Филипа Лепог, војводу Бургоње (такође сина Максимилијана I). Постала је наследница нове династије која ће владати Шпанијом вековима - Хабзбурговаца. Филип је од оца наследио Аустрију, а од мајке Холандију и постао Свети Римски Цар. Тако је Шпанију повезао са својим осталим територијама. После смрти Изабеле Католичке, кратко је владао Кастиљом заједно са Хуаном, као Фелипе I. Две године касније, после његове смрти, Кастиља добија за новог владара његовог најстаријег сина Карла I. Фернандо, мада је у теорији био само владар Арагона, услед Хуаниног лудила и младости свог унука, суштински влада Кастиљом све до своје смрти 1516. године.
- Марија од Арагона и Кастиље (1482—1517) се 1500. године преудала за мужа своје покојне сестре Изабеле, Мануела I од Португала. Имала је десеторо деце.
- Катарина Арагонска (1485—1535) се 1502. године удала за принца Артура. Међутим он је умро неколико месеци касније. Године 1509. се преудала за брата свог покојног мужа, Хенрија VIII, краља Енглеске.[7]